# Moe Berg
Pour les articles homonymes, voir Berg.
 (décembre 2021).
Si vous disposez d'ouvrages ou d'articles de référence ou si vous connaissez des sites web de qualité traitant du thème abordé ici, merci de compléter l'article en donnant les références utiles à sa vérifiabilité et en les liant à la section « Notes et références ».
Morris « Moe » Berg, né le 2 mars 1902 à New York et mort le 29 mai 1972 à Belleville (New Jersey), est un receveur puis un instructeur américain de baseball dans la Ligue majeure. Entre 1941 et 1946, il sert également l'armée américaine, notamment comme espion pour l'Office of Strategic Services où l'une de ses missions principales est de convaincre des physiciens européens de rejoindre les États-Unis.

## Carrière sportive
Il joue quinze saisons en Ligue majeure, presque exclusivement pour quatre équipes de la Ligue américaine. Berg a moins été un joueur reconnu pour son jeu - il était généralement utilisé comme receveur de sauvegarde -, qu'un homme connu pour être, selon Casey Stengel, « l'homme le plus étrange à avoir jamais joué au baseball ».
Il prend part à deux tournées au Japon en 1934 et 1939.
En 1939, il fait, avec succès, trois apparitions à des quiz radiodiffusés qui font beaucoup pour sa renommée. Le commissaire du baseball, Kenesaw Mountain Landis félicite Berg pour ces prestations à la radio en précisant : « Berg, en juste une demi-heure, vous avez fait plus pour le baseball que moi depuis que j'en suis le commissaire. ».
Diplômé de Princeton et de la faculté de droit de Columbia, Berg parlait plusieurs langues et lisait une dizaine de journaux quotidiennement. Il était surnommé « le joueur le plus cérébral du baseball ».

## Carrière militaire
Avec l'attaque de Pearl Harbor par les Japonais le 7 décembre 1941, les États-Unis sont plongés dans la Seconde Guerre mondiale. Pour faire sa part dans l'effort de guerre, Berg accepta un poste au Bureau du Coordonnateur des affaires interaméricaines de Nelson Rockefeller (OIAA) le 5 janvier 1942. Neuf jours plus tard, son père, Bernard, décéda. Au cours de l'été 1942, Berg a visionné les images qu'il avait filmées de la baie de Tokyo pour des officiers de renseignement de l'armée américaine. (À un moment donné, on pensait que son film avait peut-être aidé le lieutenant-colonel Jimmy Doolittle à organiser son célèbre raid Doolittle, mais celui-ci a eu lieu bien avant l'été, le 18 avril 1942.)
D'août 1942 à février 1943, Berg était en mission dans les Caraïbes et en Amérique du Sud. Son travail consistait à surveiller la santé et la forme physique des troupes américaines stationnées sur place. Berg, ainsi que plusieurs autres agents de l'OIAA, quittèrent la ville en juin 1943 car ils pensaient que l'Amérique du Sud représentait une faible menace pour les États-Unis. Ils voulaient être affectés à des endroits où leurs talents seraient mieux exploités.
Le 2 août 1943, Berg accepte un poste au sein de la Direction des opérations spéciales du Bureau des services stratégiques pour un salaire de 3 800 dollars (55 000 dollars aujourd'hui[Quand ?]) par an. Il était un officier des opérations paramilitaires dans la partie de l'OSS qui est devenue la division des activités spéciales de la CIA. En septembre, il a été affecté à la branche du renseignement secret de l'OSS et s'est vu attribuer une place au comptoir OSS IS Balkans. Dans ce rôle, basé à Washington, il a surveillé à distance la situation en Yougoslavie. Il a aidé et préparé les Américains slaves recrutés par l'OSS à effectuer de dangereuses missions de largage de parachutistes en Yougoslavie.
À la fin de 1943, Berg est affecté à Project Larson, une opération de l'OSS mise en place par le chef des projets spéciaux, John Shaheen. Le but déclaré du projet était de kidnapper des spécialistes italiens des fusées et des missiles en Italie et de les amener aux États-Unis. Un autre projet caché dans Larson s'appelait Projet AZUSA, qui avait pour but d'interroger des physiciens italiens pour en savoir plus sur Werner Heisenberg et Carl Friedrich von Weizsäcker. La portée et la mission du projet Alsos étaient similaires.
De mai à la mi-décembre 1944, Berg parcourut l'Europe, interrogeant des physiciens et tentant de convaincre plusieurs d'entre eux de quitter l'Europe et de travailler aux États-Unis. Début décembre, l'OSS a appris que Heisenberg donnait une conférence à Zurich. Berg a été chargé d'assister à la conférence et de déterminer "si quelque chose, dit par Heisenberg, l'a convaincu que les Allemands étaient proches d'une bombe". Si Berg concluait que les Allemands étaient proches, il aurait reçu l'ordre de tirer sur Heisenberg ; Berg a déterminé que les Allemands n'étaient pas proches. Au cours de son séjour en Suisse, Berg est devenu un ami proche du physicien Paul Scherrer. Berg démissionne de l'OSS après la guerre, en janvier 1946.

## Postérité
Son engagement pour l'OSS est en partie résumé dans le film Le Joueur de base-ball était un espion de 2018, avec Paul Rudd dans le rôle de Moe Berg.